# Olympische Sommerspiele 2008/Teilnehmer (Marshallinseln)
| Gelbes Symbol für Goldmedaillen mit stilisierten Olympischen Ringen | Graues Symbol für Silbermedaillen mit stilisierten Olympischen Ringen | Braundes Symbol für Bronzemedaillen mit stilisierten Olympischen Ringen |
| ------------------------------------------------------------------- | --------------------------------------------------------------------- | ----------------------------------------------------------------------- |
| —                                                                   | —                                                                     | —                                                                       |

Mit der Teilnahme an den Olympischen Sommerspielen 2008 in Peking waren die Marshallinseln zum ersten Mal überhaupt bei Olympischen Spielen vertreten. Anju Jason qualifizierte sich als erster der drei teilnehmenden Athleten (zwei Männer, eine Frau) und war damit der erste Teilnehmer an Olympischen Spielen, der von den Marshallinseln kommt.
Das Nationale Olympische Komitee der Marshallinseln wurde im Jahr 2001 gegründet und wurde im Februar des Jahres 2007 vom IOC anerkannt.

## Teilnehmer nach Sportart

### Leichtathletik
- Haley Nemra
Frauen, 800m
- Roman Cress
Männer, 100m Sprint

### Schwimmen
- Jared Heine
Männer, 100 m Rücken

- Julianne Kirchner
Frauen, 50 m Freistil

### Taekwondo
- Anju Jason
Männer, Klasse bis 80 kg